# Arc’teryx
Arc’teryx — канадский бренд, специализирующийся на профессиональной одежде и снаряжении для активного отдыха. Компания основана в 1989 году, штаб-квартира расположена в Британской Колумбии. Входит в холдинг Amer Sports, который контролируется китайским Anta Sports. Название и логотип компании отсылают к археоптериксу.

## История
Основатель компании Дэйв Лэйн (англ. Dave Lane) назвал её Rock Solid. Первой продукцией компании стало сняряжение для скалолазания. В 1991 году тогдашний директор Джереми Гард (англ. Jeremy Guard) изменил название компании на Arc’teryx, отсылая к образу летающего динозавра археоптерикса, чтобы таким образом отразить видение компании по созданию «разрушительных „эволюционных“ инноваций в индустрии товаров для активного отдыха».
В 1993 году компания, в которой тогда работало 12 человек, разработала и выпустила на рынок термоформованная страховочную систему Vapor, которая стала самым популярным товаром компании. В 1994 году Arc’teryx выпустила термоформированный рюкзак Bora. В 1996 году после получения лицензии от W. L. Gore & Associates компания представила линейку одежды с использованием мембраны Gore-Tex. В 1997 году Arc’teryx представила обвязку Targa. В 2009 году компания запустила суб-бренд кэжуал-одежды Veilance.
В 1999 году Arc’teryx переместила штаб-квартиру в город Бернаби (провинция Британская Колумбия), в 2005 году переехала в расположенный недалеко город Норт-Ванкувер.
В 2001 году Arc’teryx была куплена за 30 млн канадских долларов французской Salomon Group, входившей с 1997 года в партнёрство с немецкой Adidas. В 2005 году Arc’teryx, а также бренды Salomon, Mavic, Bonfire и Cliché Skateboards за 485 млн евро были проданы финскому конгломерату Amer Sports. Последний с 2019 года в результате многомиллиардного поглощения контролируется китайским холдингом Anta Sports. В октябре 2020 года во главе Amer Sports встал китаец Джеймс Чжэн (англ. James Zheng), вслед за чем ожидали разворота Arc’teryx на китайский рынок. В феврале 2021 года новым CEO бренда назначили Стюарта Хасельдена (англ. Stuart Haselden).
Arc’teryx стал одним из выгодоприобретателей роста популярности в конце 2010-х стиля «горпкор» (англ. gorpcore) — аутдор-одежды, которая способна быть одинаково технологичной и стильной. На волне популярности Arc’teryx стал сотрудничать с модным домом Jil Sander.